# 77044 Galera-Rosillo
77044 Galera-Rosillo este o planetă minoră (asteroid) din centura de asteroizi. A fost descoperită pe 15 februarie 2001 la  de . 
Obiectul prezintă o orbită caracterizată de o semiaxă mare de 2,6067729440545 UAi, o excentricitate de 0,099938380911865, o înclinație de 14,269529114562 ° în raport cu ecliptica.